# Adri Voorting

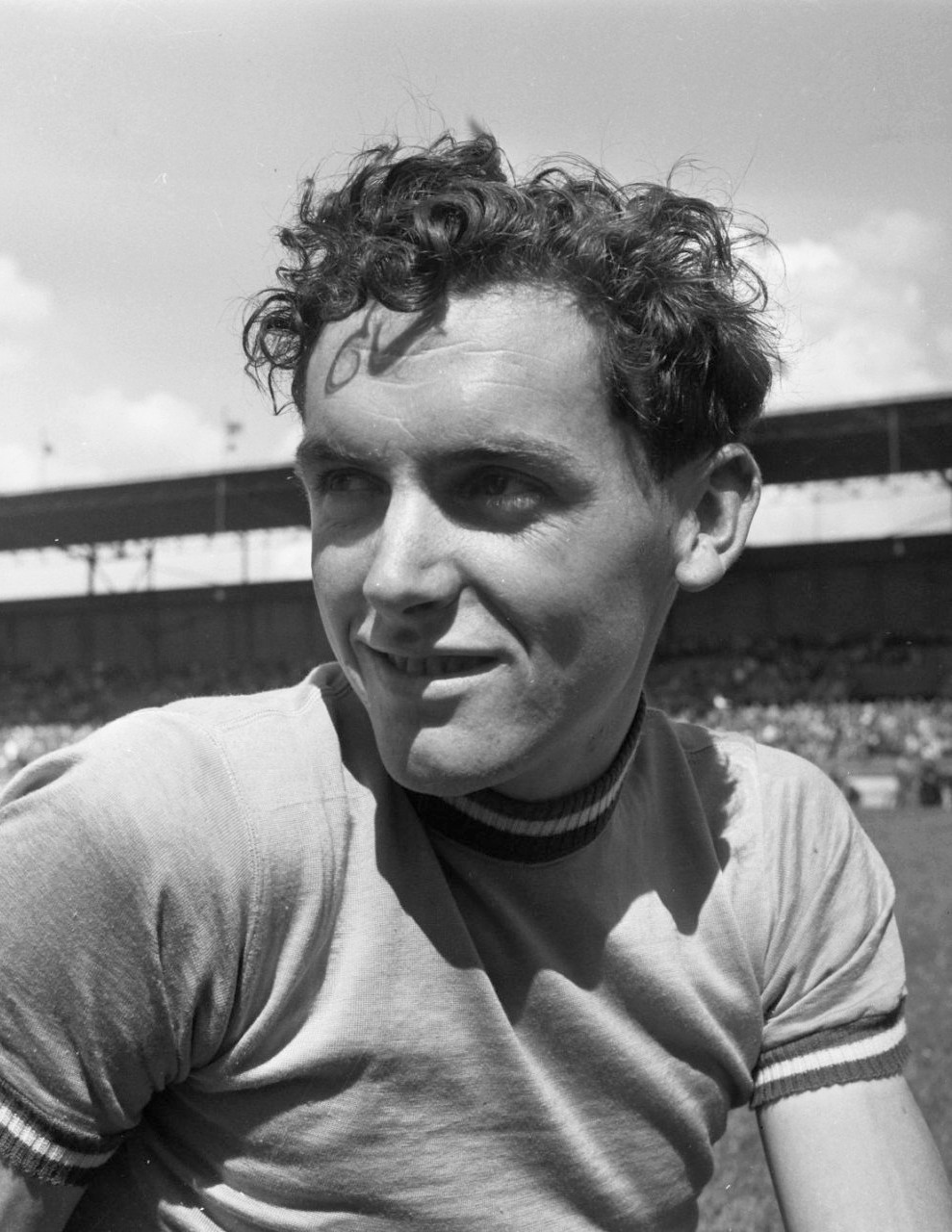
Adri Voorting (1952)

Adrianus „Adri“ Voorting (* 15. Februar 1931 in Haarlem; † 1. August 1961 in Bergen op Zoom) war ein niederländischer Radrennfahrer.
Ari Voorting war das jüngste von zehn Geschwistern, seine verwitwete Mutter betrieb einen Süßwarenkiosk in Haarlem. Sein Bruder Gerrit, der ebenfalls wie zwei weitere Brüder auch Radrennfahrer wurde, war während des Krieges Zwangsarbeiter in Frankreich.
1952 nahm Adri Voorting an den Olympischen Spielen in Helsinki teil, im olympischen Straßenrennen sowie in der Mannschaftsverfolgung auf der Bahn, ohne sich jedoch herausragend zu platzieren. In der Mannschaftswertung des Einzelrennens kam sein Team auf den 8. Platz.
Im Jahr darauf wurde er Profi. Sein größter Erfolg war der Sieg bei den Niederländischen Straßenmeisterschaften im Jahr 1954, vor Wout Wagtmans und seinem Bruder Gerrit. Im selben Jahr wurde er Niederländischer Meister in der Einerverfolgung. 1953 und 1955 nahm er an der Tour de France teil, aber gab beide Male auf.
Im Juli 1961 wurde Voorting bei einem Unfall mit seinem Auto schwer verletzt; er starb nach sechs Tagen im Koma im Krankenhaus.